# Frontière entre l'Oregon et l'État de Washington

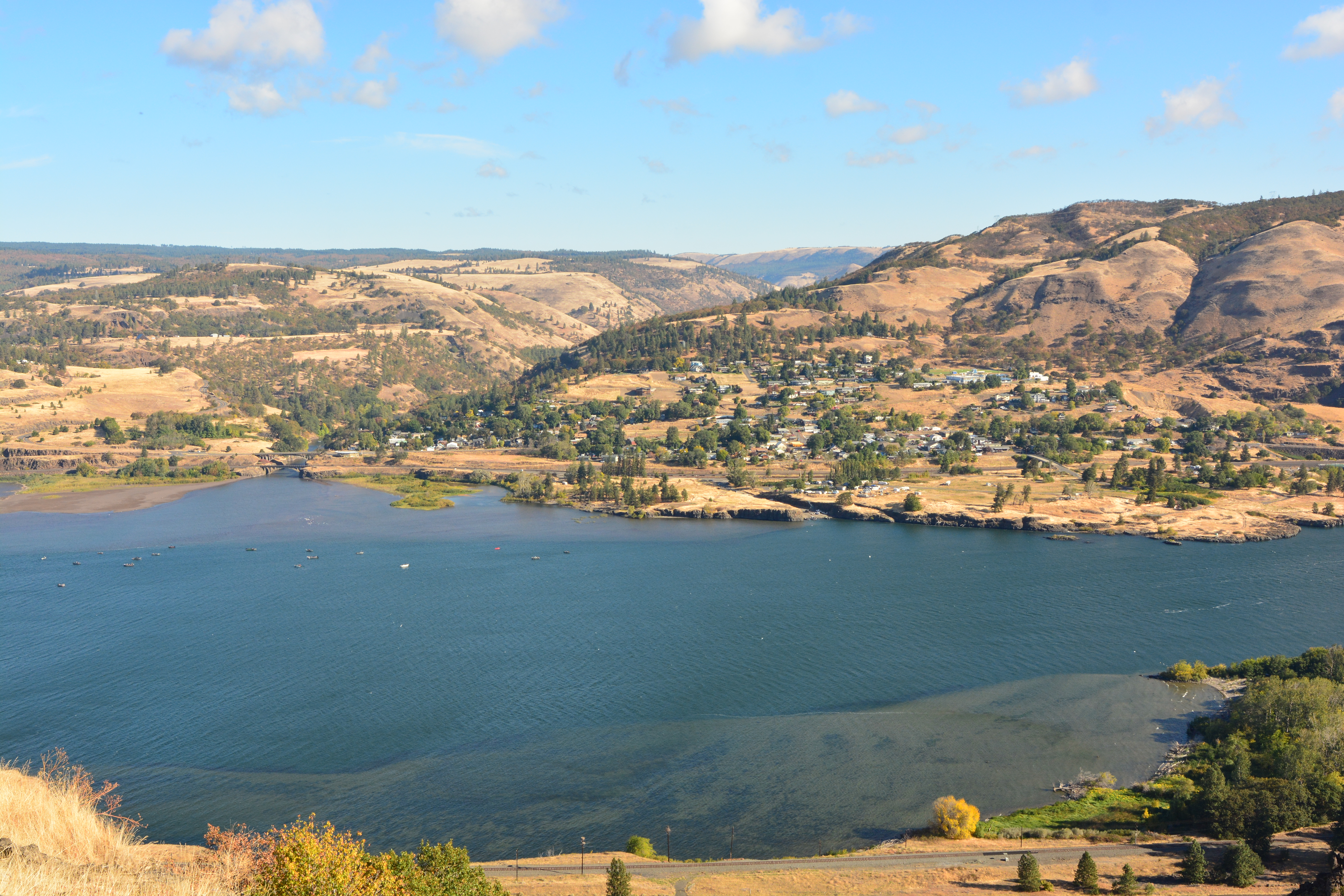
La rivière Columbia séparant l'Oregon de l'État de Washington.

La frontière entre l'État de Washington et l'Oregon est une frontière intérieure des États-Unis délimitant les territoires de l'État de Washington au nord et celui de l'Oregon au sud. Son tracé suit pour l'essentiel le cours du fleuve Columbia. 
La frontière débute à l'est au tripoint avec l'Idaho, situé au milieu de  rivière Snake sur le  46e parallèle nord, parallèle qu'elle va alors suivre vers l'ouest sur environ 160 km jusqu'à croiser le fleuve Columbia qui descendant du nord marque à cet endroit un virage vers l'ouest. La frontière va alors suivre le cours du fleuve jusqu'à l'océan Pacifique, en traversant son estuaire très proche de sa rive nord, incluant ainsi la plupart des diverses iles de l'estuaire dans le territoire de l'Oregon.